# Manuel Benigno Cueva
Manuel Benigno Cueva Betancourt (Loja, 25 de diciembre de 1843-Quito, 20 de marzo de 1918) fue doctor en Jurisprudencia y estadista ecuatoriano, vicepresidente del Ecuador entre 1897 a 1899.
Desde muy joven pasó a radicarse en la ciudad de Guayaquil, donde fundó el periódico «El Heraldo» a través del cual fustigó al gobierno del general Ignacio de Veintemilla, quien para castigar su altivez ordenó su destierro.
En 1876 fue designado ministro de la Corte Superior de Justicia de Loja durante el régimen del presidente Antonio Borrero Cortázar y para la revolución de Veintemilla en Guayaquil formó parte de la legación acreditada ante el gobierno del Perú a fin de solicitar ayuda de dinero y en armas; pero, frustrado el viaje, fue confinado a Saraguro varios meses.
Fue presidente de la Junta Patriótica Nacional, diputado, senador, presidente de la Asamblea de 1896-97 y vicepresidente de la República durante el primer gobierno constitucional del general Eloy Alfaro.
Le tocó actuar entonces como encargado del Poder Ejecutivo en administración constitucional, del 17 de junio al 22 de agosto de 1897 del 1 de enero al 3 de febrero de 1898 y del 16 de noviembre al 23 de marzo de 1899.
- Datos: Q56378791